# Agnieszka Maciejewska-Skrendo
Agnieszka Monika Maciejewska-Skrendo, wcześniej Maciejewska-Karłowska (ur. 22 lutego 1979 w Szczecinie) – polska genetyczka i biolożka molekularna, prorektor Akademii Wychowania Fizycznego i Sportu im. Jędrzeja Śniadeckiego w Gdańsku.

## Życiorys
W 2003 uzyskała tytuł magistra biologii na Uniwersytecie Szczecińskim na podstawie pracy Poszukiwanie markerów RAPD u Paramecium jenningsi. W 2006 doktoryzowała się tamże z nauk biologicznych, specjalność genetyka, przedstawiając dysertację Analiza filogenetyczna i polimorfizm genetyczny u Paramecium jenningsi. Promotorką, podobnie jak i pracy magisterskiej, była Bogumiła Skotarczak. W 2014 habilitowała się w dyscyplinie nauk o kulturze fizycznej na Akademii Wychowania Fizycznego w Katowicach na podstawie dzieła Analiza zróżnicowania genów z rodziny PPAR kodujących białka receptorów aktywowanych proliferatorami peroksysomów (ang. Peroxisome-Proliferator Activated Receptors) oraz wybranych genów związanych z nimi u sportowców wysokokwalifikowanych.
Jej zainteresowania naukowe obejmują: genetyczne podłoża cech istotnych z punktu widzenia sportu i podejmowania aktywności fizycznej, ze szczególnym uwzględnieniem: wydolności organizmu człowieka, zdolności do wykonywania wysiłku fizycznego o określonej intensywności i czasie trwania, predyspozycji do występowania uszkodzeń układu ruchu (w szczególności uszkodzeń tkanek miękkich: więzadeł i ścięgien), właściwości mentalnych/motywacyjnych zawodników oraz uwarunkowań indywidualnych progów tolerancji na ból u poszczególnych zawodników. Nadto zajmuje się zmianami w ekspresji genetycznej obserwowanych na poziomie transkryptomu w odpowiedzi na wysiłek fizyczny i określony typ trening.
Od 2004 do 2012 związana zawodowo z Katedrą Genetyki Wydziału Nauk Przyrodniczych/Biologii Uniwersytetu Szczecińskiego, a przez następnych pięć lat, od 2012 do 2017, z Katedra Biologicznych Podstaw Kultury Fizycznej Wydziału Kultury Fizycznej i Promocji Zdrowia US. W 2016 rozpoczęła pracę w Zakładzie Biologii, Ekologii i Medycyny Sportu Katedry Nauk Przyrodniczych Wydziału Wychowania Fizycznego Akademii Wychowania Fizycznego i Sportu w Gdańsku. Od 2019 profesor nadzwyczajna (uczelni) Instytutu Nauk o Kulturze Fizycznej AWF w Gdańsku. Prorektor AWF ds. nauki w kadencji 2020–2024.